# Zakharovite
La zakharovite è un minerale, un silicato di sodio e manganese. Si presenta di colore giallo con riflessi perlacei.
È stato scoperto nel 1982 nella Penisola di Kola, nella Russia settentrionale. Il nome del minerale fa riferimento a EE Zakharov, il direttore del "Moscow Institute of Geological Exploration".